# Dorințe îndeplinite
„Dorințe îndeplinite” (titlu original: „If Wishes Were Horses”) este al 16-lea episod din primul sezon al serialului TV american științifico-fantastic Star Trek: Deep Space Nine. A avut premiera la 16 mai 1993. Titlul original este derivat din proverbul "If wishes were horses, beggars would ride".
Episodul a fost regizat de Robert Legato după un scenariu de Nell McCue Crawford, William L. Crawford și Michael Piller bazat pe o poveste de Nell McCue Crawford și William L. Crawford.

## Prezentare
Deep Space Nine este pusă în pericol atunci când gândurile echipajului devin realitate, iar personaje precum Rumpelstiltskin încep să-și facă apariția. 

## Actori ocazionali
- Keone Young - Buck Bokai
- Rosalind Chao - Keiko O'Brien
- Hana Hatae - Molly O'Brien
- Michael J. Anderson - Rumpelstiltskin